# Henry Ellenson
Henry John Ellenson (ur. 13 stycznia 1997 w Rice Lake) – amerykański koszykarz, występujący na pozycji silnego skrzydłowego, obecnie zawodnik Monbus Obradoiro.
W 2015 wystąpił w meczu wschodzących gwiazd - Nike Hoop Summit oraz McDonald’s All-American.
9 lutego 2019 został zwolniony przez Detroit Pistons. 20 lutego podpisał 10-dniową umowę z New York Knicks. 2 marca zawarł z zespołem umowę do końca sezonu. 17 lipca został zawodnikiem Brooklyn Nets. 3 stycznia 2020 opuścił klub. 26 listopada został zawodnikiem Toronto Raptors. 19 grudnia został zwolniony. 10 marca 2021 zawarł 10-dniowy kontrakt z Raptors. Po jego wygaśnięciu opuścił klub.
13 lipca 2021 podpisał kontrakt z Monbus Obradoiro.

## Osiągnięcia
Stan na 27 lipca 2021, na podstawie, o ile nie zaznaczono inaczej.
NCAA
- MVP turnieju Legends Classic (2016)
- Najlepszy pierwszoroczny zawodnik konferencji Big East (2016)[14]
- Laureat nagród:
  - Marquette's Most Valuable Player Award (2016)
  - Marquette's Best Rebounding Average Award (2016)
  - Iron Eagle Award (2016)
- Zaliczony do I składu:
  - Big East (2016)
  - pierwszoroczniaków:
    - NCAA (2016 przez Sporting News, USBWA)
    - Big East (2016)

  - turnieju Legends Classic (2016)

Indywidualne
- Zaliczony do II składu NBA G League (2021)[15]

Reprezentacja
- Mistrz świata U–17 (2014)